# Heinrich von Kotzau
Heinrich von Kotzau, genannt der Lange (* vor 1349; † nach 1387) war ein Reichsritter und zweiter Hauptmann von Hof.
Heinrich stammte aus der Hauptlinie der Familie von Kotzau mit dem Stammsitz im heutigen Oberkotzau. Aufgrund der spärlichen Hinweise in den Quellen lassen sich die Eltern Heinrichs nicht eindeutig namentlich zuordnen, vielleicht war sein Vater Theodoricus (Dietrich). Heinrich erscheint in Urkunden oft mit seinen älteren Brüdern Konrad und Gerhard. Auch für die nachfolgende Generation mit Nickel und Hans lässt sich nicht näher fassen, ob Heinrich deren Vater oder Onkel war.
Urkundlich erscheint Heinrich erstmals im Jahre 1349. Er trat als Zeuge in einer der Gründungsurkunden des Hofer Klosters der Murring und der Uttenhofen auf. Er und seine Brüder beteiligten sich 1352 an der Fehde der Burggrafen von Nürnberg gegen die auf der Burg Epprechtstein gesessenen Säcke und Wild, welche schließlich zur Einnahme der Burg und in Nachverhandlungen zum endgültigen Verkauf an die Burggrafen führte. Eine Klage von Jacob Wild beim Egerer Landgericht führte kurzzeitig zu Heinrichs Ächtung. Konrad und Heinrich waren als Gefolgsleute zweimal Zeuge des Verkaufs des Regnitzlandes, 1366 von Heinrich dem Roten von Reuß, Vogt von Weida, an seinen Bruder Heinrich den Jüngeren und schließlich 1373 an den Nürnberger Burggrafen Friedrich V. Ebenfalls im Jahr 1373 bürgten die beiden Brüder beim Verkauf der Uprode – ihre erste urkundliche Erwähnung – für die Familie von Sparneck, mit der sie in enger verwandtschaftlicher Beziehung standen.
Ab 1371 bekleidete er das Amt eines Richters in Hof. Als Hauptmann von Hof folgte er Fritz von Seckendorff nach. Neben Erhard von Kotzau zu Rehau war er 1380 auch ein Teilnehmer an der Guttenberger Fehde. Im Oktober 1380 wurde Konrad von Weidenberg Hauptmann. Heinrich stiftete 1387 einen Kreuzaltar für das Franziskanerkloster. 